# Пармен
Пармен (фр. Parmain) — муниципалитет во Франции, в регионе Иль-де-Франс, департамент Валь-д’Уаз. Население — 5397 человек (2006). Муниципалитет расположен на расстоянии около 31 км севернее Парижа, 14 км северо-восточнее Сержи.

## Демография
Динамика населения (Cassini и INSEE):